# كاي بي. باريت
كاي بي. باريت (بالإنجليزية: Kay B. Barrett) هي وكيلة مواهب أمريكية، ولدت في 7 ديسمبر 1902 في هاستينغز أون هدسون (نيويورك) في الولايات المتحدة، وتوفيت في 18 يناير 1995 في هايتستاون في الولايات المتحدة بسبب سكتة.

## وصلات خارجية
- كاي بي. باريت على موقع IMDb (الإنجليزية)